# Medal jubileuszowy „40 lat Sił Zbrojnych ZSRR”
Medal jubileuszowy „40 lat Sił Zbrojnych ZSRR” (ros. Юбилейная медаль "40 лет Вооруженных Сил СССР") – radziecki jubileuszowy medal wojskowy.
Medal został ustanowiony dekretem Rady Najwyższej ZSRR z 18 grudnia 1957 roku dla uczczenia 40. rocznicy powstania Sił Zbrojnych ZSRR.

## Zasady nadawania
Medal został ustanowiony dla nagrodzenia marszałków, generałów, oficerów, podoficerów, żołnierzy i marynarzy Armii Radzieckiej, Marynarki Wojennej ZSRR, wojsk Ministerstwa Spraw Wewnętrznych, wojsk i organów Komitetu Bezpieczeństwa Publicznego, którzy służyli w nich w dniu 28 lutego 1958 roku.
Łącznie nadano ponad 820 000 medali.

## Opis odznaki
Odznakę stanowi okrągły krążek wykonany ze mosiądzu o średnicy 32 mm. Na awersie znajduje się popiersie Lenina, pod nimi napis 40 na tle dwóch gałązek, jeden liści dębu, drugiej liści laurowych. Na rewersie  wzdłuż okręgu napis В ОЗНАМЕНОВАНИЕ СОРОКОВОЙ ГОДОВЩИНЫ (pol. „Dla uczczenia czterdziestej rocznicy”), w środku napis ВООРУЖЕННЫХ СИЛ СССР (pol. „Sił Zbrojnych ZSRR”) a pod nim data 1918–1958, poniżej pięcioramienna gwiazda.
Medal zawieszony był na pięciokątnej blaszce obciągniętej wstążką koloru szarego, w środku dwa czerwony pasek o szerokości 2 mm, po bokach czerwone paski o szerokości 2 mm.